# Żarnówka Duża (Międzybrodzie Bialskie)
Żarnówka Duża – część wsi (sołectwa) Międzybrodzie Bialskie, położonej w województwie śląskim, powiecie żywieckim, gminie Czernichów, nad potokiem Żarnówka Duża.
W 1962 została tu otwarta szkoła podstawowa, której budynek powstał w latach 1954-1961 w ramach akcji Tysiąc szkół na tysiąclecie. Współcześnie placówka nosi nazwę Szkoła Podstawowa nr 2 im. Tadeusza Kościuszki w Międzybrodziu Bialskim.
W latach 1975–1998 miejscowość należała do województwa bielskiego.
Na terenie wsi, na stoku góry Chrobacza Łąka, znajduje się Dom Turystyczno-Rekolekcyjny „Chrobacza Łąka”.